# Dennis Ward
Dennis Ward (Dallas, 22 de noviembre de 1967) es un bajista y productor musical estadounidense. Es conocido por sus diversos trabajos como productor de bandas de heavy metal y de hard rock en Europa, así como por ser el bajista y fundador de la banda Pink Cream 69. Además, Dennis también está trabajando con una nueva banda formada con dos exmiembros Helloween Michael Kiske y Kai Hansen llamada Unisonic.

## Discografía

### Pink Cream 69
- 1989: Pink Cream 69
- 1991: One Size Fits All
- 1993: Games People Play
- 1995: Change
- 1997: Food for Thought
- 1998: Electrified
- 2000: Sonic Dynamite
- 2000: Mixery (EP)
- 2001: Endangered
- 2003: Live
- 2004: Thunderdome
- 2007: In10sity
- 2009: Live in Karlsruhe

### D.C. Cooper
- 1999:  D.C. Cooper

### Missa Mercuria
- 2002: Missa Mercuria

### Khymera
- 2005:  A New Promise
- 2008:  The Greatest Wonder

### Place Vendome
- 2005:  Place Vendome
- 2009:  Streets of Fire

### Sunstorm
- 2006: Sunstorm
- 2009: House of dreams
- 2012: Emotional Fire

### Bassinvaders
- 2008: Hellbassbeaters

### Unisonic
- 2012: Ignition
- 2012: Unisonic (álbum)
- 2014: For The Kingdom (EP)